# Listă de aeroporturi după codul ICAO: C
Mai jos este lista de aeroporturi al căror cod ICAO începe cu litera C.
Această listă este generată cu date din Wikidata și este actualizată periodic de un robot.
 Editările făcute în listă vor fi șterse la următoarea actualizare!
| Imagine | Cod ICAO | Articol                                                      |
| ------- | -------- | ------------------------------------------------------------ |
|         | CYCO     | Aeroportul Kugluktuk                                         |
|         | CYBG     | CFB Bagotville                                               |
|         | CYBG     | Aeroportul Bagotville                                        |
|         | CKQ3     | Aeroportul North Spirit Lake                                 |
|         | CNK4     | Aeroportul Municipal Parry Sound Area                        |
|         | CNL3     | Aeroportul Brockville-Thousand Islands Regional Tackaberry   |
|         | CYGP     | Aeroportul Michel-Pouliot Gaspé                              |
|         | CYPK     | Aeroportul Pitt Meadows                                      |
|         | CYPM     | Aeroportul Pikangikum                                        |
|         | CYPN     | Aeroportul Port-Menier                                       |
|         | CYPQ     | Aeroportul Peterborough                                      |
|         | CYVV     | Aeroportul Wiarton                                           |
|         | CYWY     | Aeroportul Wrigley                                           |
|         | CYXR     | Aeroportul Earlton (Timiskaming Regional)                    |
|         | CZMD     | Aeroportul Muskrat Dam                                       |
|         | CYXK     | Aeroportul Rimouski                                          |
|         | CYRI     | Aeroportul Rivière-du-Loup                                   |
|         | CYVK     | Aeroportul Regional Vernon                                   |
|         | CYFA     | Aeroportul Fort Albany                                       |
|         | CYOY     | CFB Valcartier                                               |
|         | CYSJ     | Aeroportul Saint John                                        |
|         | CYST     | Aeroportul St. Theresa Point                                 |
|         | CYSY     | Aeroportul Sachs Harbour (David Nasogaluak Jr. Saaryuaq)     |
|         | CDK2     | Aeroportul Diavik                                            |
|         | CYMT     | Aeroportul Chibougamau/Chapais                               |
|         | CYMX     | Aeroportul Internațional Montréal–Mirabel                    |
|         | CYNH     | Aeroportul Hudson's Hope                                     |
|         | CYNJ     | Aeroportul Regional Langley                                  |
|         | CYNL     | Aeroportul Points North Landing                              |
|         | CYNM     | Aeroportul Matagami                                          |
|         | CYNN     | Aeroportul Nejanilini Lake                                   |
|         | CYNN     | Aeroportul Yandicoogina                                      |
|         | CYNR     | Aeroportul Fort MacKay/Horizon                               |
|         | CYPC     | Aeroportul Paulatuk (Nora Aliqatchialuk Ruben)               |
|         | CYPD     | Aeroportul Port Hawkesbury                                   |
|         | CYPG     | Aeroportul Portage la Prairie Southport                      |
|         | CYPH     | Aeroportul Inukjuak                                          |
|         | CYGB     | Aeroportul Texada/Gillies Bay                                |
|         | CYGK     | Aeroportul Kingston/Norman Rogers                            |
|         | CYGL     | Aeroportul La Grande Rivière                                 |
|         | CYGM     | Aeroportul Gimli Industrial Park                             |
|         | CYGR     | Aeroportul Îles-de-la-Madeleine                              |
|         | CYZD     | Aeroportul Downsview                                         |
|         | CYZG     | Aeroportul Salluit                                           |
|         | CYCK     | Aeroportul Chatham-Kent                                      |
|         | CYHN     | Aeroportul Municipal Hornepayne                              |
|         | CYIB     | Aeroportul Municipal Atikokan                                |
|         | CYLB     | Aeroportul Lac La Biche                                      |
|         | CYOJ     | Aeroportul High Level                                        |
|         | CYTJ     | Aeroportul Terrace Bay                                       |
|         | CYBB     | Aeroportul Kugaaruk                                          |
|         | CYBC     | Aeroportul Baie-Comeau                                       |
|         | CYBK     | Aeroportul Baker Lake                                        |
|         | CYCB     | Aeroportul Cambridge Bay                                     |
|         | CYGQ     | Aeroportul Geraldton (Greenstone Regional)                   |
|         | CYHM     | Aeroportul Internațional John C. Munro Hamilton              |
|         | CYHR     | Aeroportul Chevery                                           |
|         | CYKM     | Aeroportul Kincardine                                        |
|         | CYLR     | Aeroportul Leaf Rapids                                       |
|         | CYMH     | Aeroportul Mary's Harbour                                    |
|         | CYMU     | Aeroportul Umiujaq                                           |
|         | CYPO     | Aeroportul Peawanuck                                         |
|         | CYRB     | Aeroportul Resolute Bay                                      |
|         | CYRV     | Aeroportul Revelstoke                                        |
|         | CYSK     | Aeroportul Sanikiluaq                                        |
|         | CYVQ     | Aeroportul Norman Wells                                      |
|         | CYQG     | Aeroportul Internațional Windsor                             |
|         | CYHC     | Aeroportul Vancouver Harbour Water                           |
|         | CYHU     | Aeroportul Montréal/Saint-Hubert                             |
|         | CYLH     | Aeroportul Lansdowne House                                   |
|         | CYVO     | Aeroportul Val-d'Or                                          |
|         | CYKD     | Aeroportul Aklavik/Freddie Carmichael                        |
|         | CYMM     | Aeroportul Internațional Fort McMurray                       |
|         | CYRQ     | Aeroportul Trois-Rivières                                    |
|         | CYVP     | Aeroportul Kuujjuaq                                          |
|         | CYSV     | Aeroportul Saglek                                            |
|         | CYVB     | Aeroportul Bonaventure                                       |
|         | CYWE     | Aeroportul Wekweètì                                          |
|         | CYBR     | Aeroportul Municipal Brandon                                 |
|         | CYDL     | Aeroportul Dease Lake                                        |
|         | CYFE     | Aeroportul Forestville                                       |
|         | CYHH     | Aeroportul Nemiscau                                          |
|         | CYID     | Aeroportul Regional Digby/Annapolis                          |
|         | CYKQ     | Aeroportul Waskaganish                                       |
|         | CYMW     | Aeroportul Maniwaki                                          |
|         | CYPE     | Aeroportul Peace River                                       |
|         | CYRJ     | Aeroportul Roberval                                          |
|         | CYRO     | Aeroportul Ottawa/Rockcliffe                                 |
|         | CYSH     | Aeroportul Smiths Falls-Montague                             |
|         | CYLC     | Aeroportul Kimmirut                                          |
|         | CYRM     | Aeroportul Rocky Mountain House                              |
|         | CYWL     | Aeroportul Williams Lake                                     |
|         | CYYB     | Aeroportul North Bay/Jack Garland                            |
|         | CYVG     | Aeroportul Vermilion                                         |
|         | CYMG     | Aeroportul Manitouwadge                                      |
|         | CYYC     | Aeroportul Internațional Calgary                             |
|         | CYMD     | Aeroportul Mould Bay                                         |
|         | CYHZ     | Aeroportul Internațional Halifax Stanfield                   |
|         | CYFO     | Aeroportul Flin Flon                                         |
|         | CYKA     | Aeroportul Kamloops                                          |
|         | CYLL     | Aeroportul Lloydminster                                      |
|         | CYLW     | Aeroportul Internațional Kelowna                             |
|         | CYQX     | Aeroportul Internațional Gander                              |
|         | CYXJ     | Aeroportul Fort St. John                                     |
|         | CYTZ     | Aeroportul Billy Bishop Toronto City                         |
|         | CYCV     | Aeroportul Cartierville                                      |
|         | CYKL     | Aeroportul Schefferville                                     |
|         | CYLQ     | Aeroportul La Tuque                                          |
|         | CYSM     | Aeroportul Fort Smith                                        |
|         | CYTA     | Aeroportul Pembroke                                          |
|         | CYYJ     | Aeroportul Internațional Victoria                            |
|         | CYUB     | Aeroportul Tuktoyaktuk/James Gruben                          |
|         | CYOP     | Aeroportul Rainbow Lake                                      |
|         | CYQZ     | Aeroportul Quesnel                                           |
|         | CYXU     | Aeroportul Internațional London                              |
|         | CAD4     | Aeroportul Trail                                             |
|         | CCA6     | Aeroportul Williams Harbour                                  |
|         | CCD4     | Aeroportul Postville                                         |
|         | CCE4     | Aeroportul Black Tickle                                      |
|         | CEB5     | Aeroportul Fairview                                          |
|         | CEC4     | Aeroportul Hinton/Jasper-Hinton                              |
|         | CFC4     | Aeroportul Macmillian Pass                                   |
|         | CFF4     | Aeroportul Great Bear Lake                                   |
|         | CBBC     | Aeroportul Bella Bella                                       |
|         | CBM5     | Aeroportul Telegraph Creek                                   |
|         | CYNA     | Aeroportul Natashquan                                        |
|         | CYLT     | Aeroportul Alert                                             |
|         | CYLJ     | Aeroportul Meadow Lake                                       |
|         | CYLK     | Aeroportul Lutselk'e                                         |
|         | CYCW     | Aeroportul Chilliwack                                        |
|         | CYOW     | Aeroportul Internațional Ottawa Macdonald-Cartier            |
|         | CYRT     | Aeroportul Rankin Inlet                                      |
|         | CYPL     | Aeroportul Pickle Lake                                       |
|         | CYCL     | Aeroportul Charlo                                            |
|         | CYAZ     | Aeroportul Tofino/Long Beach                                 |
|         | CYXL     | Aeroportul Sioux Lookout                                     |
|         | CYXY     | Aeroportul Internațional Erik Nielsen Whitehorse             |
|         | CYYD     | Aeroportul Smithers                                          |
|         | CCZ2     | Aeroportul Rigolet                                           |
|         | CYXT     | Aeroportul Regional Northwest                                |
|         | CYHK     | Aeroportul Gjoa Haven                                        |
|         | CYKF     | Aeroportul Region of Waterloo                                |
|         | CYKP     | Aeroportul Ogoki Post                                        |
|         | CYRA     | Aeroportul Gamètì/Rae Lakes                                  |
|         | CYXE     | Aeroportul Internațional Saskatoon John G. Diefenbaker       |
|         | CYYG     | Aeroportul Charlottetown                                     |
|         | CYKO     | Aeroportul Akulivik                                          |
|         | CYWA     | Aeroportul Petawawa                                          |
|         | CYWG     | Aeroportul Internațional Winnipeg James Armstrong Richardson |
|         | CKB6     | Aeroportul Angling Lake/Wapekeka                             |
|         | CSH4     | Aeroportul Lebel-sur-Quévillon                               |
|         | CYCY     | Aeroportul Clyde River                                       |
|         | CYEL     | Aeroportul Municipal Elliot Lake                             |
|         | CYHI     | Aeroportul Ulukhaktok/Holman                                 |
|         | CYHO     | Aeroportul Hopedale                                          |
|         | CYHY     | Aeroportul Hay River/Merlyn Carter                           |
|         | CYPY     | Aeroportul Fort Chipewyan                                    |
|         | CYBD     | Aeroportul Bella Coola                                       |
|         | CYBL     | Aeroportul Campbell River                                    |
|         | CYBQ     | Aeroportul Tadoule Lake                                      |
|         | CYBT     | Aeroportul Brochet                                           |
|         | CYBV     | Aeroportul Berens River                                      |
|         | CYBX     | Aeroportul Lourdes-de-Blanc-Sablon                           |
|         | CYCC     | Aeroportul Regional Cornwall                                 |
|         | CYCD     | Aeroportul Nanaimo                                           |
|         | CYCH     | Aeroportul Miramichi                                         |
|         | CYCN     | Aeroportul Cochrane                                          |
|         | CYCQ     | Aeroportul Chetwynd                                          |
|         | CYDB     | Aeroportul Burwash                                           |
|         | CYDM     | Aeroportul Ross River                                        |
|         | CYDF     | Aeroportul Regional Deer Lake                                |
|         | CYHT     | Aeroportul Haines Junction                                   |
|         | CYKY     | Aeroportul Regional Kindersley                               |
|         | CYMA     | Aeroportul Mayo                                              |
|         | CYME     | Aeroportul Matane                                            |
|         | CYMO     | Aeroportul Moosonee                                          |
|         | CYNE     | Aeroportul Norway House                                      |
|         | CYPA     | Aeroportul Prince Albert (Glass Field)                       |
|         | CYCS     | Aeroportul Chesterfield Inlet                                |
|         | CYAT     | Aeroportul Attawapiskat                                      |
|         | CYWH     | Aeroportul Victoria Inner Harbour                            |
|         | CYWO     | Aeroportul Lupin                                             |
|         | CZSJ     | Aeroportul Sandy Lake                                        |
|         | CYPW     | Aeroportul Powell River                                      |
|         | CYQR     | Aeroportul Internațional Regina                              |
|         | CYTF     | Aeroportul Alma                                              |
|         | CYTH     | Aeroportul Thompson                                          |
|         | CYTQ     | Aeroportul Tasiujaq                                          |
|         | CZRJ     | Aeroportul Round Lake (Weagamow Lake)                        |
|         | CYPF     | Aeroportul Esquimalt                                         |
|         | CAL3     | Aeroportul Douglas Lake                                      |
|         | CER3     | Aeroportul Drayton Valley Industrial                         |
|         | CNE3     | Aeroportul Bearskin Lake                                     |
|         | CYKC     | Aeroportul Collins Bay                                       |
|         | CYWJ     | Aeroportul Déline                                            |
|         | CYYM     | Aeroportul Cowley                                            |
|         | CYZS     | Aeroportul Coral Harbour                                     |
|         | CYCT     | Aeroportul Coronation                                        |
|         | CYDO     | Aeroportul Dolbeau-Saint-Félicien                            |
|         | CYVL     | Aeroportul Colville Lake                                     |
|         | CYEM     | Aeroportul Municipal Manitowaning/Manitoulin East            |
|         | CYQU     | Aeroportul Grande Prairie                                    |
|         | CYQD     | Aeroportul The Pas                                           |
|         | CJV7     | Aeroportul Summer Beaver                                     |
|         | CYCA     | Aeroportul Cartwright                                        |
|         | CYRP     | Aeroportul Carp                                              |
|         | CYYT     | Aeroportul Internațional St. John's                          |
|         | CYHB     | Aeroportul Hudson Bay                                        |
|         | CYCG     | Aeroportul Regional West Kootenay                            |
|         | CYAM     | Aeroportul Sault Ste. Marie                                  |
|         | CYQA     | Aeroportul Muskoka                                           |
|         | CYER     | Aeroportul Fort Severn                                       |
|         | CJS3     | Aeroportul Cluff Lake                                        |
|         | CYHD     | Aeroportul Regional Dryden                                   |
|         | CYVZ     | Aeroportul Deer Lake                                         |
|         | CYXQ     | Aeroportul Beaver Creek                                      |
|         | CYDP     | Aeroportul Nain                                              |
|         | CYQF     | Aeroportul Regional Red Deer                                 |
|         | CYQL     | Aeroportul Lethbridge                                        |
|         | CYFB     | Aeroportul Iqaluit                                           |
|         | CYQN     | Aeroportul Nakina                                            |
|         | CYYY     | Aeroportul Mont-Joli                                         |
|         | CYYZ     | Aeroportul Internațional Toronto/Leaster B. Pearson          |
|         | CZML     | Aeroportul Regional South Cariboo                            |
|         | CYQH     | Aeroportul Watson Lake                                       |
|         | CYAC     | Aeroportul Cat Lake                                          |
|         | CFQ4     | Aeroportul Cheadle                                           |
|         | CYDA     | Aeroportul Dawson City                                       |
|         | CYEK     | Aeroportul Arviat                                            |
|         | CYIK     | Aeroportul Ivujivik                                          |
|         | CYJA     | Aeroportul Jasper                                            |
|         | CYLP     | Aeroportul Mingan                                            |
|         | CZLQ     | Aeroportul Thicket Portage                                   |
|         | CYLA     | Aeroportul Aupaluk                                           |
|         | CZJG     | Aeroportul Jenpeg                                            |
|         | CZBF     | Aeroportul Bathurst                                          |
|         | CZSN     | Aeroportul South Indian Lake                                 |
|         | CPF2     | Aeroportul Bar River                                         |
|         | CYPZ     | Aeroportul Burns Lake                                        |
|         | CYCR     | Aeroportul Cross Lake                                        |
|         | CYML     | Aeroportul Charlevoix                                        |
|         | CYQQ     | Aeroportul Comox Valley                                      |
|         | CYIV     | Aeroportul Island Lake                                       |
|         | CYEV     | Aeroportul Inuvik (Mike Zubko)                               |
|         | CZNL     | Aeroportul Nelson                                            |
|         | CZMT     | Aeroportul Masset                                            |
|         | CYHA     | Aeroportul Quaqtaq                                           |
|         | CYLD     | Aeroportul Chapleau                                          |
|         | CYBA     | Aeroportul Banff                                             |
|         | CTU2     | Aeroportul Fontages                                          |
|         | CYDQ     | Aeroportul Dawson Creek                                      |
|         | CYQW     | Aeroportul North Battleford (Cameron McIntosh)               |
|         | CYND     | Aeroportul Gatineau-Ottawa Executive                         |
|         | CYQM     | Aeroportul Internațional Greater Moncton                     |
|         | CYUY     | Aeroportul Rouyn-Noranda                                     |
|         | CYVM     | Aeroportul Qikiqtarjuaq                                      |
|         | CYYQ     | Aeroportul Churchill                                         |
|         | CYZV     | Aeroportul Sept-Îles                                         |
|         | CZBM     | Aeroportul Roland-Désourdy                                   |
|         | CYGX     | Aeroportul Gillam                                            |
|         | CZJN     | Aeroportul Swan River                                        |
|         | CYRS     | Aeroportul Red Sucker Lake                                   |
|         | CZUC     | Aeroportul Municipal Ignace                                  |
|         | CYGT     | Aeroportul Igloolik                                          |
|         | CZBD     | Aeroportul Ilford                                            |
|         | CYEG     | Aeroportul Internațional Edmonton                            |
|         | CYZF     | Aeroportul Yellowknife                                       |
|         | CJL8     | Aeroportul Kasba Lake                                        |
|         | CYFC     | Aeroportul Internațional Fredericton                         |
|         | CYQT     | Aeroportul Internațional Thunder Bay                         |
|         | CYQI     | Aeroportul Yarmouth                                          |
|         | CYSB     | Aeroportul Sudbury                                           |
|         | CYWK     | Aeroportul Wabush                                            |
|         | CYZR     | Aeroportul Sarnia Chris Hadfield                             |
|         | CYFS     | Aeroportul Fort Simpson                                      |
|         | CYJT     | Aeroportul Stephenville                                      |
|         | CYBF     | Aeroportul Bonnyville                                        |
|         | CYQY     | Aeroportul Sydney/J.A. Douglas McCurdy                       |
|         | CYEE     | Aeroportul Midland/Huronia                                   |
|         | CYSR     | Aeroportul Nanisivik                                         |
|         | CKV4     | Aeroportul Obre Lake/North of Sixty                          |
|         | CYKG     | Aeroportul Kangiqsujuaq                                      |
|         | CYYE     | Aeroportul Fort Nelson                                       |
|         | CYXI     | Aeroportul Killaloe/Bonnechere                               |
|         | CYTL     | Aeroportul Big Trout Lake                                    |
|         | CBW4     | Aeroportul Bob Quinn Lake                                    |
|         | CZTA     | Aeroportul Bloodvein River                                   |
|         | CYXN     | Aeroportul Whale Cove                                        |
|         | CYGV     | Aeroportul Havre Saint-Pierre                                |
|         | CJL2     | Aeroportul Hatchet Lake                                      |
|         | CYVT     | Aeroportul Buffalo Narrows                                   |
|         | CYHF     | Aeroportul Municipal Hearst (René Fontaine)                  |
|         | CYUX     | Aeroportul Hall Beach                                        |
|         | CAJ4     | Aeroportul Anahim Lake                                       |
|         | CAM3     | Aeroportul Duncan                                            |
|         | CBS8     | Aeroportul Port Alberni (Alberni Valley Regional)            |
|         | CCK4     | Aeroportul St. Lewis (Fox Harbour)                           |
|         | CCP4     | Aeroportul Port Hope Simpson                                 |
|         | CEM3     | Aeroportul Whatì                                             |
|         | CEQ5     | Aeroportul Grande Cache                                      |
|         | CER4     | Aeroportul Fort McMurray/Mildred Lake                        |
|         | CJT3     | Aeroportul Knee Lake                                         |
|         | CJY3     | Aeroportul Tisdale                                           |
|         | CKL3     | Aeroportul Wunnummin Lake                                    |
|         | CNM5     | Aeroportul Kingfisher Lake                                   |
|         | CSK6     | Aeroportul Snap Lake                                         |
|         | CTB6     | Aeroportul Tête-à-la-Baleine                                 |
|         | CTP9     | Aeroportul Kattiniq/Donaldson                                |
|         | CYAB     | Aeroportul Arctic Bay                                        |
|         | CYAD     | Aeroportul La Grande-3                                       |
|         | CYAG     | Aeroportul Municipal Fort Frances                            |
|         | CYAH     | Aeroportul La Grande-4                                       |
|         | CYAL     | Aeroportul Alert Bay                                         |
|         | CYAQ     | Aeroportul Kasabonika                                        |
|         | CYAS     | Aeroportul Kangirsuk                                         |
|         | CYAY     | Aeroportul St. Anthony                                       |
|         | CYBE     | Aeroportul Uranium City                                      |
|         | CYCZ     | Aeroportul Fairmont Hot Springs                              |
|         | CYEA     | Aeroportul Empress                                           |
|         | CYEY     | Aeroportul Amos/Magny                                        |
|         | CYFH     | Aeroportul Fort Hope                                         |
|         | CYFT     | Aeroportul Makkovik                                          |
|         | CYGH     | Aeroportul Fort Good Hope                                    |
|         | CYGW     | Aeroportul Kuujjuarapik                                      |
|         | CYGZ     | Aeroportul Grise Fiord                                       |
|         | CYHP     | Aeroportul Poplar Hill                                       |
|         | CYIF     | Aeroportul Saint-Augustin                                    |
|         | CYIO     | Aeroportul Pond Inlet                                        |
|         | CYJF     | Aeroportul Fort Liard                                        |
|         | CYJM     | Aeroportul Fort St. James (Perison)                          |
|         | CYJN     | Aeroportul Saint-Jean                                        |
|         | CYKJ     | Aeroportul Key Lake                                          |
|         | CYKX     | Aeroportul Kirkland Lake                                     |
|         | CYLS     | Aeroportul Regional Lake Simcoe                              |
|         | CYLU     | Aeroportul Kangiqsualujjuaq (Georges River)                  |
|         | CYNC     | Aeroportul Wemindji                                          |
|         | CYOA     | Aeroportul Ekati                                             |
|         | CYOC     | Aeroportul Old Crow                                          |
|         | CYOO     | Aeroportul Oshawa                                            |
|         | CYOS     | Aeroportul Regional Owen Sound Billy Bishop                  |
|         | CYPX     | Aeroportul Puvirnituq                                        |
|         | CYQK     | Aeroportul Kenora                                            |
|         | CYQS     | Aeroportul Municipal St. Thomas                              |
|         | CYQV     | Aeroportul Municipal Yorkton                                 |
|         | CYRL     | Aeroportul Red Lake                                          |
|         | CYSC     | Aeroportul Sherbrooke                                        |
|         | CYSE     | Aeroportul Squamish                                          |
|         | CYSF     | Aeroportul Stony Rapids                                      |
|         | CYSN     | Aeroportul St. Catharines/Niagara District                   |
|         | CYUT     | Aeroportul Repulse Bay                                       |
|         | CYVC     | Aeroportul La Ronge (Barber Field)                           |
|         | CYWP     | Aeroportul Webequie                                          |
|         | CYXP     | Aeroportul Pangnirtung                                       |
|         | CYXZ     | Aeroportul Wawa                                              |
|         | CYYF     | Aeroportul Regional Penticton                                |
|         | CYYH     | Aeroportul Taloyoak                                          |
|         | CYYN     | Aeroportul Swift Current                                     |
|         | CYYU     | Aeroportul Kapuskasing                                       |
|         | CYYW     | Aeroportul Armstrong                                         |
|         | CYZE     | Aeroportul Gore Bay-Manitoulin                               |
|         | CYZH     | Aeroportul Slave Lake                                        |
|         | CYZT     | Aeroportul Port Hardy                                        |
|         | CYZU     | Aeroportul Whitecourt                                        |
|         | CYZW     | Aeroportul Teslin                                            |
|         | CZAC     | Aeroportul York Landing                                      |
|         | CYTS     | Aeroportul Timmins/Victor M. Power                           |
|         | CZSW     | Aeroportul Prince Rupert/Seal Cove Water                     |
|         | CYVR     | Aeroportul Internațional Vancouver                           |
|         | CYUL     | Aeroportul Internațional Pierre Elliott Trudeau din Montréal |
|         | CZAM     | Aeroportul Salmon Arm                                        |
|         | CZEE     | Aeroportul Kelsey                                            |
|         | CZEM     | Aeroportul Eastmain River                                    |
|         | CZFD     | Aeroportul Fond-du-Lac                                       |
|         | CZFG     | Aeroportul Pukatawagan                                       |
|         | CZFM     | Aeroportul Fort McPherson                                    |
|         | CZFN     | Aeroportul Tulita                                            |
|         | CZGF     | Aeroportul Grand Forks                                       |
|         | CZGR     | Aeroportul Little Grand Rapids                               |
|         | CZKE     | Aeroportul Kashechewan                                       |
|         | CZMN     | Aeroportul Pikwitonei                                        |
|         | CZNG     | Aeroportul Poplar River                                      |
|         | CZPB     | Aeroportul Sachigo Lake                                      |
|         | CZPC     | Aeroportul Pincher Creek                                     |
|         | CZPO     | Aeroportul Pinehouse Lake                                    |
|         | CZTM     | Aeroportul Shamattawa                                        |
|         | CZWH     | Aeroportul Lac Brochet                                       |
|         | CZWL     | Aeroportul Wollaston Lake                                    |
|         | CSU2     | Aeroportul Chisasibi                                         |
|         | CYGO     | Aeroportul Gods Lake Narrows                                 |
|         | CYTE     | Aeroportul Cape Dorset                                       |
|         | CZGI     | Aeroportul Gods River                                        |
|         | CZUM     | Aeroportul Churchill Falls                                   |
|         | CYXH     | Aeroportul Medicine Hat                                      |
|         | CYYL     | Aeroportul Lynn Lake                                         |
|         | CZBB     | Aeroportul Boundary Bay                                      |
|         | CYFR     | Aeroportul Fort Resolution                                   |
|         | CYOH     | Aeroportul Oxford House                                      |
|         | CYZP     | Aeroportul Sandspit                                          |
|         | CZHP     | Aeroportul High Prairie                                      |
|         | CYXC     | Aeroportul Internațional Canadian Rockies                    |
|         | CAT4     | Aeroportul Qualicum Beach                                    |
|         | CYPR     | Aeroportul Prince Rupert                                     |
|         | CYET     | Aeroportul Edson                                             |
|         | CYXX     | Aeroportul Internațional Abbotsford                          |
|         | CYFJ     | Aeroportul Internațional Mont Tremblant                      |
|         | CYXS     | Aeroportul Prince George                                     |
|         | CYQB     | Aeroportul Internațional Québec City Jean Lesage             |